# シカゴ・ファイア
『シカゴ・ファイア』（原題：Chicago Fire）は、アメリカ合衆国のテレビドラマシリーズ。2020年2月27日に、放送局のNBCからシーズン11までの3シーズン分の更新が発表された。アメリカではNBCにてシーズン13が放送されている。
また、スピンオフ作品の『シカゴ P.D.』が2014年1月8日より、『シカゴ・メッド』が2015年11月10日より放送されており、2016年5月12日にはシカゴ・シリーズ第4弾で『シカゴ P.D.』のスピンオフ作品の『シカゴ・ジャスティス』の製作・放送が決定、2017年3月5日より放送された。 日本ではAXNにて2022年5月5日よりシーズン9が放送されている。NBCユニバーサル・エンターテイメントジャパンよりシーズン8のDVD-BOXが2022年3月2日に発売された。
米NBCは、2023年4月『シカゴ・ファイア』がシーズン12の製作が決定したと発表した。

## 解説
シカゴ市消防局第51分署に所属する消防士・救急隊員らが、人命救助という重大な責務に悩み苦しみつつも、力を合わせて任務にあたる様子を描いたテレビドラマ。

## 登場人物

### メイン
マシュー・ケイシー
演 - ジェシー・スペンサー、日本語吹替 - 鈴木正和
出演：シーズン1第1話 - シーズン10第5話、
はしご第81小隊の小隊長。後に中隊長に昇進。
正義感が強く誠実でまじめな性格。
副業として工務店を営んでいる。一時は市議会議員を務めたことも。
レイクショア病院の研修医ハリーと婚約中（シーズン1）。
ケリー・セブライド
演 - テイラー・キニー、日本語吹替 - 阪口周平
出演：シーズン1第1話 -
レスキュー第3小隊の小隊長。
カリスマ性に秀でたクールな存在。
長年の経験と鋭い勘による火災調査の能力も高く、火災調査室から応援を頼まれる事も多い。
女性関係に事欠かない。父親も消防士の一家で育った。
ガブリエラ・ドーソン
演 - モニカ・レイマンド、日本語吹替 - 岡田恵
出演：シーズン1第1話 - シーズン7第1話、
救急第61小隊の救急救命士で責任者。シーズン3第4話からシーズン5第1話まで女性消防士としてはしご第81小隊に所属。
感情を優先して行動してしまうためトラブルを起こしやすい。秘密を秘密のままにしておけない性格。ケーシーに婚約者が居るのは承知で片思いしている。
シカゴ市警察の警官であるアントニオ・ドーソンを兄に持つ。
レズリー・エリザベス・シェイ
演 - ローレン・ジャーマン、日本語吹替 - 伊藤亜祐美
出演：シーズン1第1話 - シーズン3第1話
救急第61小隊の救急救命士。同性愛者。
ルームメイトのケリーとはお互いに良き理解者。
ドーソンとは何でも話し合える親友同士。友情深く、愛情深い性格。
ピーター・ミルズ
演 - チャーリー・バーネット、日本語吹替 - 宮﨑聡
出演：シーズン1第1話 - シーズン3第20話
はしご第81小隊の候補生で救急救命士。
母親からは反対されているが、殉職した父親の後を継いで、将来はレスキュー隊になることを強く志願している。
家業のダイナーを手伝っていたので、料理の腕前はプロ級。
はしご第81小隊、救急第61小隊、消防士に昇格後はレスキュー第3小隊のそれぞれへの配属を経験する。
探究心が強く、気さくな性格。ドーソンに想いを寄せている。
ウォレス・ボーデン
演 - イーモン・ウォーカー、日本語吹替 - 野川雅史
出演：シーズン1第1話 -
シカゴ市消防局51分署の大隊長。後に地区次長に昇進。
消防士としての熟練者であり、的確な判断能力で指揮をとり、部下からの信頼は厚い。
別れた妻のもとで暮らしている息子のジェームズがいる。
クリストファー・ハーマン
演 - デビッド・エイゲンバーグ、日本語吹替 - こねり翔
出演：シーズン1第1話 -
はしご第81小隊のベテラン上級消防士。4人（後に5人）を子に持つ父親。後にポンプ第51小隊の小隊長に昇進。
家計のために投資事業に手を出しては失敗するが、いつも同僚に助けてもらっている。バー・モリーズの共同経営者。
ハリー・トーマス
演 - テリー・リーブス、日本語吹替 - 神田みか
出演：シーズン1第1話 - 第22話
レイクショア病院の研修医で、ケイシーの婚約者。
医師としてのキャリアと結婚願望の強いケイシーとの間で悩んでいる。
ブライアン・“オーチス”・ズヴァナチェック
演 - ユーリ・サルダロボ、日本語吹替 - 岩城泰司
出演：シーズン1第1話 - シーズン8第1話
はしご第81小隊の消防士。シーズン3第23話より機関員。
候補生から昇格したばかり。クルースとは親友同士。バー・モリーズの共同経営者。
ジョー・クルース
演 - ジョー・ミノーソ、日本語吹替 - 古賀明
出演：シーズン1第1話 -
はしご第81小隊。シーズン3第23話よりレスキュー第3小隊に異動。
弟リオンを気にかけている優しい兄。はしご車の運転と整備を任されている機関員。
仲間や家族に対する思いが強い反面、過保護気味で時折迷惑がられてしまうこともある。
副業としてズンバ教室のインストラクターをやっている。オーチスとは親友同士。スペイン語が話せる。後に結婚。
ランディ・“マウチ”・マクホランド
演 - クリスチャン・シュトルテ、日本語吹替 - 山本満太
出演：シーズン1第1話 -
はしご第81小隊の上級消防士。主にはしご車のはしご操作を担当。
51分署の消防士組合代表として機能し、他隊員の懲戒処分や訴訟の際には政治的側面で手助けをする。
ラウンジのソファに座ってテレビを見るのがお気に入りのポジション。
シルビー・ブレット
演 - カーラ・キルマー、日本語吹替 - 岡本沙保里（シーズン3〜9）→古谷佳乃（シーズン10～
出演：シーズン3第1話 -
救急第61小隊の救急救命士。後に救急第61小隊の責任者。
異動前は事故が多く物資不足の分署に勤務していた為、機転を利かせた対応ができる優秀な救急救命士。ピエロ恐怖症。
里親に育てられた過去を持つ。
ジェシカ・“チリ”・チルトン
演 - ドーラ・マディソン、日本語吹替 - 木村涼香
出演：シーズン3第21話 - シーズン4第14話
シーズン3にゲストとして登場。シーズン4ではレギュラー。救急第61隊の救急救命士。
父親のアイディアを実現させる為に全財産を投資したりと夢の為に暴走する傾向があり、ハーマンからは「若い頃の自分に似ている」と評される。
職務には真面目に取り組んでいたが、妹のアリッサ・マーティンが亡くなった事で飲酒や問題行動を繰り返す。
ジミー・ボレッリ
演 - スティーブン・R・マックイーン、日本語吹替 - 松井一憲
出演：シーズン4第1話 - シーズン5第2話
はしご第81小隊、救急第61隊の隊員。
勤務初日に大失態を演じてしまいボーデンに門前払いされてしまう。
しかしその後、謝罪にやって来てチャンスを与えられて51分署のメンバーになる。
同じく消防士の兄・ダニーがシーズン4第22話にてボーデンの指揮のもと殉職しており、それが原因でボーデンと対立する。
ステラ・キッド
演 - ミランダ・レイ・メイヨ、日本語吹替 - 片山加奈
出演：シーズン4第15話 -
シーズン4にゲストとして登場。シーズン5よりレギュラー。はしご第81小隊の消防士。後に機関員と小隊長に昇進する。
女性消防士として他の隊員に負けない仕事をこなす、51分署のムードメーカー。
ドーソンやセブライドとは以前からの顔見知りで、セブライドは既婚者と知らずに彼女を口説いていた。
元夫でミュージシャンのグラントとは関係が完全に切れておらず、彼が問題を起こして巻き込まれる事もしばしば。
後に女性消防士を育成する活動「ガールズ・オン・ファイア」を発足する。
エミリー・フォスター
演 - アニー・イロンゼ、日本語吹替 - 笹本菜津枝
出演：シーズン7第1話 - シーズン8第20話
救急第61小隊の救急救命士。元医学生で豊富な医療知識と救急の技量を持っている。
ダレン・リッター
演 - ダニエル・カイリー、日本語吹替 - 中西正樹
出演：シーズン7第2話 -
シーズン7とシーズン8に準レギュラー出演。シーズン9よりレギュラー。
ポンプ第51小隊の候補生。同性愛者。
ポンプ第37小隊の候補生をクビになり、51分署に異動した。
51分署に配属された当初は火災現場で恐怖心に負けてしまうなど消防士としての自信を失っていたが、51分署の仲間の助けで徐々に立派な消防士へと成長していく。年の近いギャロとは行動を一緒にする事が多い。
ブレイク・ギャロ
演 - アルベルト・ロゼンデ、日本語吹替 - 清水優譲
出演：シーズン8第2話 -
はしご第81小隊の候補生。
欠員が出たはしご第81小隊の補充要員としてケイシーがスカウトした。
優れた運動神経やとっさの行動力など優秀な消防士としての素質を持っているが、危険を顧みない性格をケイシーやボーデンからは心配されている。幼いころに火災事故に巻き込まれた経験がある。
消防学校で同期だったバイオレットとはいがみ合いながらもお互いを意識する仲。
ジアナ・マッキー
演 - アドリヤン・レイ、日本語吹替 - 川上彩
出演：シーズン9第1話 - シーズン9第9話
救急第61小隊の救急救命士。クルースの幼馴染。
新米の救急救命士で、以前から51分署への配属を希望しており、クルースの推薦で51分署に配属された。
異動前はあまり忙しくない分署だったため、過酷な現場が多い51分署に馴染めるか不安に感じていた。
スペイン語が堪能。クルースからは過保護なほど心配されている。
バイオレット・ミカミ
演 - ハナコ・グリーンスミス、日本語吹替 - 村田遥
出演：シーズン8第10話 -
シーズン8にゲストとして登場。シーズン9よりレギュラー。
20分署の救急第99小隊の救急救命士で、後に救急第61小隊の救急救命士。
ギャロとは消防学校の同期。化学の知識に詳しい。
元々は20分署に所属していたが、救急第61小隊に欠員が出た際に交代要員として配属され、バイオレットの人柄と技量を気に入ったブレットからのオファーを受け、正式に救急第61小隊に配属された。
51分署に来てからは年齢の近いリッターやギャロと行動を共にする事が多い。
サム・カーバー
演 -ジェイク・ロケット、日本語吹替 - いとうさとる
出演：シーズン11 -
キッドの消防学校時代の同期。

### 準レギュラー
コニー・ヘザー
演 - デュション・モニーク・ブラウン、日本語吹替 - 長尾歩
出演：シーズン1第7話 - シーズン6第20話
ボーデンの秘書。気難しい性格で、ボーデンも頭の上がらない数少ない存在。
演者のデュション・モニーク・ブラウンが2018年3月に死去した為、シーズン6第20話が最後の出演となった。
ハロルド・キャップ
演 - ランディ・フラグラー、日本語吹替 - 関口雄吾
出演：シーズン1第1話 -
レスキュー第3小隊に所属する上級消防士。
下品なジョークも言うお調子者だが、セブライドに忠実なレスキュー隊員。
トニー・フェラーリス
演 - アンソニー・フェラーリス
出演：シーズン1第1話 -
レスキュー第3小隊に所属する消防士。レスキュー車の運転を任されている（実際のシカゴ市消防局のレスキュー隊員であり、レスキュー第2小隊に所属している現役消防士）。
ホセ・バーガス
演 - モー・ガリーニ、日本語吹替 - 佐久間元輝
出演：シーズン1第1話 - シーズン3第1話
はしご第81小隊、後にレスキュー第3小隊の隊員。
レスキュー隊に入った直後、職務中に肺気腫になり退職を余儀なくされる。
ケヴィン・ハドリー
演 - ウィリアム・スマイリー、日本語吹替 - 臼木健士朗
出演：シーズン1第1話 - シーズン3第13話
レスキュー第3小隊の隊員。
ミルズへの度を越えたいたずらと暴言が原因で異動させられる。
51分署を去った後、セブライドやミルズに逆恨みをして連続放火事件を起こす。
ジェフ・クラーク
演 - ジェフ・ヘフナー、日本語吹替 - 三瓶雄樹
出演：シーズン2第1話 - 第19話
レスキュー第3小隊の隊員。
経費削減の一環で閉鎖された33分署から来た消防士。
従軍経験があり、その経験から必要な場面で同僚に助言をする。
51分署を異動した後はレベッカ・ジョーンズの一番上の兄と同僚になった。
小隊長に昇進したことを機に異動するが、職務中に負傷し消防士を続けられなくなったため医学部に入学する。
スペルマン
演 - ジョン・フーゲナッカー
出演：シーズン2第1話 - 第5話
ポンプ第51小隊の小隊長。
経費削減の一環で閉鎖された33分署から来た消防士で小隊長。
51分署の行動を監視するスパイとして送り込まれている。
スパイである事が発覚した後は追い出される形で51分署を後にした。
レベッカ・ジョーンズ
演 - デイジー・ベッツ、日本語吹替 - 山咲しづ香
出演：シーズン2第11話 - 第18話
消防学校でドーソンの同期の女性。
消防局の地区次長を父に持ち、兄も消防士という消防一家に育ち夢は消防士になる事。
強気な性格で協調性がなく、一度は消防学校を退学になるも父親の存在により首を免れる。
後に試験に合格し、はしご第81小隊に候補生として配属された。
しかし、かねてより消防士になる事に反対していた父親が圧力をかけた事で広報に異動する事になる。
51分署の消防士としての最後のシフトに入る前にドーソンに手紙を残し自ら命を絶つ。
アリソン・ラファティ
演 - クリスティーン・エヴァンジェリスタ
出演：シーズン2第11話 - 第20話
消防学校に通うドーソンの交代要員として51分署にやって来た救急救命士。
最初はシェイに辛く当たるが打ち解けていく。
リック・ニューハウス
演 - エドウィン・ホッジ
出演：シーズン2第21話 - シーズン3第13話
レスキュー第3小隊の隊員。クラークの補充として51分署に配属された消防士。
副業として人探しをしている。
スコット・ライス
演 - ウォーレン・クリスティー
出演：シーズン3第17話 - 第23話
レスキュー第3小隊の隊員。ニューハウスの補充として配属された。
セブライドの古くからの友人で、セブライドの推薦で救助隊に加わる。
妻を亡くしており、小さな息子を家族に頼りながら育てている。
シーズン終盤でライスが危険な現場から度々、逃げた事が原因で署内で対立が起こる。
後にセブライドに嘘を付いていた事が発覚し、小隊を追放される。
ダラス・パターソン
演 - ブライアン・J・ホワイト、日本語吹替 - 佐久間元輝
出演：シーズン4第1話 - 第9話
職位を剥奪されたセブライドの代わりにレスキュー第3小隊を指揮する中隊長。
真面目で有能な人物だが、上層部から問題の多い51分署の様子を報告する役目を与えられており、ボーデン達とは対立する事も多い。
シーズン4第9話にて51分署を潰そうとするリドル地区次長の思惑もあって51分署の大隊長に昇格するも、ボーデンが率いてこその署だと認めて自ら異動する。
ジェイソン・カネル
演 - カマル・アンジェロ・ボールデン
出演：シーズン5第19話 - 第22話
ケイシーの古い友人の消防士。
彼の所属するレスキュー第6小隊が多数の死傷者を出す事故に遭い、彼だけが無事だった。
事故の後はレスキュー第3小隊に加わる。
ジェイク・コルドバ
演 - デイモン・ダユブ
出演：シーズン6第16話 - 第19話
怪我で入院中のオーチスの代わりにはしご第81小隊に加わった消防士。
スティーブ・ウォーカー
演 - スティーブ・キケロティス
出演：シーズン1第2話 -
第4消防地区の地区長（番組のテクニカルアドバイザーで元消防士）。
カール・ハッチャー
演 - サム・ポレッタ
出演：シーズン1第5話 - シーズン7第11話
救急地区長。救急第61小隊を監督するチーフ。
アレン・チャウト
演 - アレックス・ワイズマン
出演：シーズン2第8話 -
救急第77小隊、救急第61小隊、交代要員として登場する救急隊員。
シーズン6で第1シフトの救急第61小隊に割り当てられていることが判明した。陽気な性格。
エリック・マコーリー
演 - デビット・パスクエシ
出演：シーズン2第9話 - シーズン7第14話
救急隊の交代要員として登場。ネガティブな性格
カール・グリッソム
演 - ゲイリー・コール
出演：シーズン6 -
シカゴ消防局局長。
カイリー・エステベス
演 -ケイトリン・シェネット
出演：シーズン8第19話 -
ボーデンの事務アシスタント。「ガールズ・オン・ファイア」最初の参加者。
キッドに誘われて参加した「ガールズ・オン・ファイア」の活動で消防局の仕事に興味を持ち始めていたが、コロナのロックダウンの影響で家計が厳しくなり、学校とバイトの両立で「ガールズ・オン・ファイア」に参加できずにいた。
その現状を知ったキッドの計らいにより、コロナの影響で人員が減っていたボーデンの事務アシスタントに採用され、「ガールズ・オン・ファイア」の活動にも復帰した。
後に小隊長となって忙しくなったキッドのために「ガールズ・オン・ファイア」の運営もサポートしている。
エヴァン・ホーキンス
演 -ジミー・ニコラス
出演：シーズン10第2話 -
救急第61小隊を監督する新任の救急チーフ。父親も同じくシカゴ消防局の救急チーフだった。
救急隊の現場到着の遅れなど現場の問題は気にかけているものの、新任という事もあり、官僚主義なシカゴ消防局で悪目立ちしないように規則には厳しく、改革的な意見には慎重な態度でいた。
父親と親交のあったマウチとも顔見知りで、マウチから良心に従った判断をするように諭されて、ブレットからの救急現場の改善案を承認した。
バイオレットとは上司と部下の関係を超えて秘密の交際を始めるが、バイオレットをえこひいきした事が問題となり、大きなトラブルを招く事になる。
ジェイソン・ペラム
演 - ブレット・ダルトン
出演：シーズン10第7話 -第14話
はしご第81小隊に配属された交代要員の小隊長。
誠実かつ優秀な小隊長だが、ある理由から51分署に来るまでは自分の小隊を持たず、ずっと交代要員として過ごしていた。
その理由をずっと黙っていたが、はしご第81小隊の正式な小隊長に任命するための身元調査で真実を知ったボーデンに過去の秘密を打ち明け、正式にはしご第81小隊の小隊長となった。
長期休暇から復帰したキッドが空きの出た25分署のはしご第72小隊の小隊長に立候補した際、未熟な隊員が多いはしご第72小隊に51分署で学んだ事を伝えるのは自分の役目だと話し、キッドにはしご第81小隊の小隊長を任せ、はしご第72小隊に異動した。
メイソン・ロック
演 -クリス・マンサ
出演：シーズン9第12話、シーズン10第15話-第22話
はしご第81小隊の隊員。
ある火災現場での勇敢な行動と冷静な判断力に感心したハーマンからシカゴ消防局に誘われた青年。
未成年の時に自動車の窃盗事件で服役していた過去があり、コロラドの刑務所で受刑者消防士として活動していた。
前科者はシカゴ消防局には応募できないとして消防士になることを諦めていたが、ハーマンとキッドの尽力でセントポール消防局で働ける事になった。
後に窃盗事件は当時の仲間が起こした事でメイソンは巻き込まれただけだと判断され前科は抹消された。
正式にシカゴ消防局の試験にも合格し、ハーマンの推薦とメイソンの人柄を気に入ったキッドによって欠員の出たはしご第81小隊に配属された。
都会のシカゴと違って自然が多いコロラドで受刑者消防士をしていたため、森林火災の知識に長けている。
エマ・ジェイコブズ
演 -ケイトリン・カーバー
出演：シーズン10第17話-第22話
ブレットの長期休暇の交代要員として救急第61小隊に配属された救急隊員。
以前から交代要員ではなくシカゴ消防局での常勤を希望しており、そのために経歴を偽ったり、バイオレットを陥れようとするなど、目的のためなら手段を選ばない一面を持つ。

### 警察
ハンク・ボイト
演 - ジェイソン・ベギー、日本語吹替 - 藤沼建人
出演：シーズン1第3話 -
シカゴ警察の汚職捜査官。息子の犯罪を隠蔽するためケイシーを追い詰める。
一時期は刑務所にいたが、証人が死亡した事により出所した。
『シカゴ P.D.』の主役でシカゴ警察21分署の特捜班のリーダー。
アントニオ・ドーソン
演 - ジョン・セダ、日本語吹替 - 藤沼建人
出演：シーズン1第3話 -
ガブリエラの兄。シカゴ風紀取締班の警察。
ボイトの逮捕に協力したが、それを理由にボイトにスカウトされシカゴ警察21分署の特捜班の一員になる。
ケビン・アトウォーター
演 - ラロイス・ホーキンズ
出演：シーズン1第23話 -
シカゴ警察21分署のパトロール警官。
「シカゴ P.D.」シーズン1の最終話に特捜班入りする。
ジェイ・ハルステッド
演 - ジェシー・リー・ソファー、日本語吹替 - 宮本淳
出演：シーズン2第1話 -
シカゴ警察21分署の刑事。
潜入捜査官として登場してドーソンと交際するも、警官だと発覚後に別れて特捜班入りする。
過去には第75レンジャー連隊に所属していた。
兄に医者のウィル・ハルステッドがいる。
エリン・リンジー
演 - ソフィア・ブッシュ、日本語吹替 - 土井真理
出演：シーズン2第8話 - シーズン5第15話
シカゴ警察21分署の特捜班の女性刑事。
ボイトの元情報提供者で、薬物中毒だった過去を持つ。
トルーディ・プラット
演 - エイミー・モートン
出演：シーズン2第16話 -
シカゴ警察21分署のデスクワーク務めの刑事。階級は巡査部長。
パトロール警官であるアトウォーターとバージェスの上司。
ボーデンの結婚式でマウチと出会い交際に発展し、後に結婚する。
クレイグ・“マウス”・ガーウィッツ
演 - サミュエル・ケイレブ・ハント
出演：シーズン3第22話 - シーズン4第4話
盗聴や監視カメラといった技術面の専門家で特捜班に協力している。
エマ・クロウリー
演 - バーバラ・イヴ・ハリス
出演：シーズン4第14話 - シーズン5第15話
シカゴ警察21分署の署長。

### 病院
ウィル・ハルステッド
演 - ニック・ゲールフース
出演：シーズン3第19話 -
シカゴ医療センターの研修医。
シカゴ警察署に弟のジェイ・ハルステッドがいるが長らく疎遠関係だった。
エイプリル・セクストン
演 - ヤヤ・ダコスタ
出演：シーズン3第17話　-
シカゴ医療センターの看護師。
両親がブラジルからの移民で祖国での苗字はスアスナ。
同じ高校に通っていたケリー・セブライドとは友人関係。
シャロン・グッドウィン
演 - S・エパサ・マーカーソン
出演：シーズン3第19話　-
シカゴ医療センターの責任者。
ダニエル・チャールズ
演 - オリヴァー・プラット
出演：シーズン3第19話 -
シカゴ医療センターの精神科部長。
ペンシルベニア大学を卒業している。
ジェフ・クラーク
演 - ジェフ・ヘフナー
出演：シーズン5第8話 - シーズン5第10話
51分署に勤めていた元消防士の医学生。
医学生なってからはシーズン5に初登場。

### 検察
マーク・ジェフリーズ
演 - カール・ウェザース
出演：シーズン5第3話 - シーズン5第15話
検事で『シカゴ・ジャスティス』の登場人物。
アントニオ・ドーソン
演 - ジョン・セダ
出演：シーズン1第3話 -
シカゴ警察より転職した検事局の捜査官。
バックドア・パイロットに登場したオカダに代わってネイゲルの相棒となる。

### その他
ベニー・セブライド
演 - トリート・ウィリアムズ
出演：シーズン1 - シーズン7第7話
ケリーの父でシカゴ消防局の伝説的な元消防士。ボーデンとも旧知の仲。
ケリーと似て女性関係が派手だったようで、複数の元嫁がいる。
シンディ・ハーマン
演 - ロビン・コフィン
出演：シーズン1第4話 -
ハーマンを支える良き妻。
ケイティ・ノーラン
演 - ブリタニー・カラン
出演：シーズン2第7話 -
セブライドの父ベニーと他の女性との間にできた子供で、セブライドの異母妹。
ドナ・ロビンズ
演 - メリッサ・ポンツィオ
出演：シーズン2第12話 -
とある火災現場でボーデンと知り合った教師。後にボーデンと結婚。

### 『LAW & ORDER:性犯罪特捜班』の登場人物
アマンダ・ロリンズ
演 - ケリー・ギディッシュ
出演：シーズン3第7話
ニューヨーク市警、性犯罪特捜班の刑事。
クロスオーバー・エピソードに登場。
スピンオフの『シカゴ P.D.』には数度登場。
オリビア・ベンソン
演 - マリスカ・ハージティ
出演：シーズン3第21話
ニューヨーク市警、性犯罪特捜班の巡査部長（後に警部補）。
クロスオーバー・エピソードに登場。
スピンオフの『シカゴ P.D.』には数度登場。
メリンダ・ワーナー
演 - タマラ・チュニー
出演：シーズン3第21話
ニューヨークの監察医。
回想シーンで登場。

### 著名人
ラーム・エマニュエル
出演：シーズン1第1話、シーズン7第22話
シカゴの市長。本人役で出演。
ブレント・シーブルック
出演：シーズン2第14話
アイスホッケー選手。本人役で出演。
ダンカン・キース
出演：シーズン2第14話
アイスホッケー選手。本人役で出演。
スコッティ・ピッペン
出演：シーズン3第23話
元バスケットボール選手。本人役で出演。
アレックス・ライフソン
出演：シーズン4第6話
カナダの国民的ロックバンド「ラッシュ」のメンバー。本人役で出演。
ゲディー・リー
出演：シーズン4第6話
カナダの国民的ロックバンド「ラッシュ」のメンバー。本人役で出演。
カール・エドワーズ
出演：シーズン4第6話
NASCARドライバー。デリバリーの運転手役で出演。
ジェイク・アリエータ
出演：シーズン5第22話
シカゴ・カブス所属のプロ野球選手。本人役で出演。
クリス・ブライアント
出演：シーズン5第22話
シカゴ・カブス所属のプロ野球選手。本人役で出演。

## 登場車両
はしご81（Truck 81)
劇中では2回の車両更新があった。
・初代 第1シーズン第1話 - 第3シーズン第3話
第1シーズン第1話から使用されていた車両で、第3シーズン第3話ではしご66との衝突事故で破壊された（実際のクラッシュシーンは別のはしご車を使用）。元はシカゴ消防局はしご56として使用されていた1993年式Seagrave Marauder（車両番号E269）。100フィート（約30m）のはしごを装備。
・2代目 第3シーズン第8話 - 第8シーズン第13話
元はシカゴ消防局はしご57及びはしご20として使用されていた1996年式Seagrave Marauder（車両番号E274）。100フィート（約30m）のはしごを装備。外観上は初代と変わりない。66小隊との事故の後しばらくは代替として予備車が使われていたが第3シーズン第8話からは81表記のはしご車に交換され、シーズン8中盤まで使用された。
・3代目 第8シーズン第13話 -
ストーリー上で車両更新となった。元ラ・グレンジ・パーク消防本部ではしご1219として使われていた1990 Spartan Gladiator。ドラマのために車両は再塗装された。ポンプ・水槽付・110フィート（約34m）のはしごを装備。ラ・グレンジ・パーク消防本部から購入したはしご車はポンプ付であったが、実際のシカゴ消防局のはしご車にはポンプが装備されていないということに合わせて、ポンプの操作部をパネルで覆ってポンプがないように見せている。
レスキュー3（Squad 3)
劇中では3台の車両が使われたが、ストーリー上では更新や交換などはされていない設定となっている。
・初代 第1シーズン第1話 - 第6シーズン第12話 
元はシカゴ消防局第1危険物処理班として使用されていた1989 Spartan Gladiator / Saulsbury Cardinal（車両番号G492）ドラマのために車両は再塗装された。シーズン1とシーズン2では初代と2代目のレスキュー車の双方が使用されていた。3代目に更新された後は危険物処理班の車両として登場。後方のドアからキャビンまでが貫通したウォークスルー構造となっていて、スペースを利用して化学防護服や潜水服に車内で着替えることができた。キャビン運転席側の後部座席にはドアがなく、3ドア車となっていた。シーズン10では一時的な代替でレスキュー3として復活した。 
・2代目 第1シーズン第7話 -
元はシカゴ消防局レスキュー1及び第1危険物処理班の車両で、撮影時は予備車として使用されていた1996 HME 1871-SFO / Saulsbury Cardinal（車両番号G510）ドラマのために車両は再塗装された。他の車両とは異なり、実際に消防局の予備車であるためドラマ用のレスキュー3表記の車両が実災害現場で使われることがあった。シーズン7からは塗装を元に戻し、危険物処理班の車両として登場。後方のシャッターからキャビンまでが貫通したウォークスルー構造となっていて、スペースを利用して化学防護服や潜水服に車内で着替えることができた。2021年12月現在、現実のシカゴ市消防局で予備救助車として活躍している。
・3代目 第2シーズン第14話 -
元はアンティオーク消防本部レスキュー2159として使われていた1989 Spartan Gladiator / 3D-Metals。2代目の救助車が現実のシカゴ市消防局で必要とされ、頻繁にドラマで使用できなくなってため新規で中古の救助車を購入し、ドラマのために車両は再塗装された。初代と2代目とは異なりウォークイン構造ではないため、化学防護服や潜水服に車内で着替えるシーンは再現不能となったが、後部積載庫からはしごを取り出すシーンが再現できるようになった。また、フロントウインチが装備されているため、ウインチを使用した救助活動が劇中で描かれるようになった。
救急61（Ambulance 61)
・初代 第1シーズン第1話 - 
元シカゴ消防局救急第47小隊で使用されていた2004 Ford / MedicMaster（車両番号C-055）。劇中で複数回破壊されるが、車両は変更されていない。
ポンプ51（Engine 51）
3台の車両が使用されている。
・初代 第1シーズン第1話 - 第5シーズン第22話
元シカゴ消防局 ポンプ第74小隊で使用されていた1992 Spartan Diamond/Luverne Commander（車両番号D-530)。51分署の主力車両であるが、小隊にレギュラー・準レギュラーのキャストが配置されていなかったため、影が薄い存在であった。第2シーズン第7話でポンプが故障したがその後は修理されたものと思われる。
・2代目 第6シーズン第1話 - 第7シーズン第X話
元エバンストン消防本部の元所属/年式不明Pierce Arrow。3代目に交換された後は、ポンプ24、ポンプ20、ポンプ40、ポンプ66などに表記を変更して他署のポンプ車として登場する。
・3代目 第8シーズン第10話 -
元所属不明1995 Spartan Metro Star / Luverne Pumper。初代と2代目とは形状が異なる。
大隊長25（Battalion 25）
3台が使われた。初代は1話のみで使用された。
・初代 第1シーズン第1話
元シカゴ消防局救急課FACTチームで使用されていた2003 Ford Explorer（車両番号B490）
元の車両は警光灯を装備していなかったが、ドラマのためにクリアレンズのライトバーが取り付けられた。
・2代目 第1シーズン第2話 - 第4シーズン第13話
1997 Ford Explorer
・3代目 第4シーズン第14話 -
2013 Ford Explorer
車両更新についてストーリーでは触れられていない。
トリビア
時折登場する他署所属の小隊車両は数台の番組保有の車両の番号表記を変更して使いまわしている。例外として、大規模な事故/火災での応援部隊等に多くの消防車を使用する場合はシカゴ消防局の実際の予備車を使用することがある。なお、第5シーズン第19話に登場するレスキュー6の車両は引退した消防局のレスキュー車（元レスキュー5）が使用され、番組で使用後に廃車となった。登場する小隊等の番号はなるべく実在しないものを割り当てるようにされている。レスキュー3、はしご81、ポンプ51、第25大隊は実在しない小隊だが、救急61はシカゴ消防局に実在する（レスキュー3は存在したが1967年に廃止された）。

## シカゴ・シリーズの作品一覧
| 作品名               | 放送年度     | 放送シーズン | 放送シーズン | 放送シーズン | 放送シーズン | 放送シーズン | 放送シーズン | 放送シーズン | 放送シーズン | 放送シーズン | 放送シーズン | 放送シーズン |
| 作品名               | 放送年度     | 2012 – 13    | 2013 – 14    | 2014 – 15    | 2015 – 16    | 2016 – 17    | 2017 – 18    | 2018 – 19    | 2019 – 20    | 2020 – 21    | 2021 – 22    | 2022 – 23    |
| -------------------- | ------------ | ------------ | ------------ | ------------ | ------------ | ------------ | ------------ | ------------ | ------------ | ------------ | ------------ | ------------ |
| シカゴ・ファイア     | 2012–present | 1            | 2            | 3            | 4            | 5            | 6            | 7            | 8            | 9            | 10           | 11           |
| シカゴ P.D.          | 2014–present | Pilot        | 1            | 2            | 3            | 4            | 5            | 6            | 7            | 8            | 9            | 10           |
| シカゴ・メッド       | 2015–present |              |              | Pilot        | 1            | 2            | 3            | 4            | 5            | 6            | 7            | 8            |
| シカゴ・ジャスティス | 2017         |              |              |              | Pilot        | 1            |              |              |              |              |              |              |

## シカゴ・シリーズのクロスオーバー
シカゴ・シリーズでは2020年2月26日までに計14回のクロスオーバー・エピソードが製作・放送されている。その内の12回に『シカゴ・ファイア』が含まれており、全14回に『シカゴP.D.』が含まれている。また、同じプロデューサーのディック・ウルフが製作する刑事ドラマ『LAW & ORDER:性犯罪特捜班』とのクロスオーバー・エピソードが4回作られている。
以下、クロスオーバー・エピソードを時系列順で表記。
| シリーズA                                                                         | シリーズB                                                                             | シリーズC                                                                        | 放送シーズン | 放送日                        |
| --------------------------------------------------------------------------------- | ------------------------------------------------------------------------------------- | -------------------------------------------------------------------------------- | ------------ | ----------------------------- |
| LAW & ORDER:性犯罪特捜班 シーズン15第15話 身勝手なコメディアン "Comic Perversion" | シカゴ P.D. シーズン1第6話 支配と従属 "Conventions"                                   | N/A                                                                              | 2013-2014    | 2014年2月26日                 |
| シカゴ・ファイア シーズン2第20話 暗黒の一日 "A Dark Day"                          | シカゴ P.D. シーズン1第12話 午後8時30分 "8:30 PM"                                     | N/A                                                                              | 2013-2014    | 2014年4月29日 2014年4月30日   |
| シカゴ・ファイア シーズン3第7話 ベガスの土産 "Nobody Touches Anything"            | LAW & ORDER:性犯罪特捜班 シーズン16第7話 巨大児童ポルノ組織を追え "Chicago Crossover" | シカゴ P.D. シーズン2第7話 弄ばれた魂 "They'll Have to Go Through Me"            | 2014-2015    | 2014年11月11日 2014年11月12日 |
| シカゴ・ファイア シーズン3第13話 弔いの鐘 "Three Bells"                           | シカゴ P.D. シーズン2第13話 神のあやまち "A Little Devil Complex"                     | N/A                                                                              | 2014-2015    | 2015年2月3日 2015年2月4日     |
| シカゴ・ファイア シーズン3第21話 変わりゆく仲間たち "We Called Her Jellybean"     | シカゴ P.D. シーズン2第20話 手術着の男 "The Number of Rats"                           | LAW & ORDER:性犯罪特捜班 シーズン16第20話 シカゴ市警との連携 "Daydream Believer" | 2014-2015    | 2015年4月28日 2015年4月29日   |
| シカゴ・ファイア シーズン4第10話 51分署の悲劇 "The Beating Heart"                 | シカゴ・メッド シーズン1第5話 悪意 "Malignant"                                        | シカゴ P.D. シーズン3第10話 証言 "Now I'm God"                                   | 2015-2016    | 2016年1月5日 2016年1月6日     |
| LAW & ORDER:性犯罪特捜班 シーズン17第14話 脱走犯2人 "Nationwide Manhunt"          | シカゴ P.D. シーズン3第14話 殺人鬼イエーツの歌 "The Song of Gregory William Yates"    | N/A                                                                              | 2015-2016    | 2016年2月10日                 |
| シカゴ・ファイア シーズン5第9話 人生の分かれ道 "Some Make It, Some Don't"         | シカゴ P.D. シーズン4第9話 空白の記憶 "Don't Bury This Case"                          | N/A                                                                              | 2016-2017    | 2017年1月3日                  |
| シカゴ・ファイア シーズン5第15話 悪夢の夜 "Deathtrap"                             | シカゴ P.D. シーズン4第16話 終わらない悪夢 "Emotional Proximity"                      | シカゴ・ジャスティスシーズン1第1話 フェイク "Fake"                               | 2016-2017    | 2017年3月1日                  |
| シカゴ P.D. シーズン5第16話 炎上 "Profiles"                                       | シカゴ・ファイア シーズン6第13話 復讐の行方 "Hiding Not Seeking"                      | N/A                                                                              | 2017-2018    | 2018年3月7日 2018年3月8日     |
| シカゴ・ファイア シーズン7第2話 20階の猛火 "Going to War"                         | シカゴ・メッド シーズン4第2話 覚悟 "When to Let Go"                                   | シカゴ P.D. シーズン6第2話 悔恨 "Endings"                                        | 2018-2019    | 2018年10月3日                 |
| シカゴ・ファイア シーズン7第15話 疑惑の分署 "What I Saw"                          | シカゴ P.D. シーズン6第15話 自由への鍵 "Good Men"                                     | N/A                                                                              | 2018-2019    | 2019年2月20日                 |
| シカゴ・ファイア シーズン8第4話 病原 パート1 "Infection, Part I"                  | シカゴ・メッド シーズン5第4話 病原 パート2 "Infection, Part II"                       | シカゴ P.D. シーズン7第4話 病原 パート3 "Infection, Part III"                    | 2019-2020    | 2019年10月16日                |
| シカゴ・ファイア シーズン8第15話 家族の行方 "Off The Grid"                        | シカゴ P.D. シーズン7第15話 凍った心 "Burden of Truth"                                | N/A                                                                              | 2019-2020    | 2020年2月26日                 |

## シカゴ・シリーズのバックドア・パイロット
シカゴ・シリーズのスピンオフ作品では、通常とは異なりスピンオフ元となるオリジナル作品内でパイロット版が製作されている。
『シカゴ P.D.』『シカゴ・メッド』のパイロット版は『シカゴ・ファイア』のエピソード内、
『シカゴ・ジャスティス』のパイロット版は『シカゴ P.D.』のエピソード内である。以下はその一覧。
| オリジナル作品   | エピソード                                         | スピンオフ作品       | 放送シーズン |
| ---------------- | -------------------------------------------------- | -------------------- | ------------ |
| シカゴ・ファイア | シーズン1第23話 別れの時 "Let Her Go"              | シカゴ P.D.          | 2012-2013    |
| シカゴ・ファイア | シーズン3第19話 見えない恐怖 "I Am The Apocalypse" | シカゴ・メッド       | 2014-2015    |
| シカゴ P.D.      | シーズン3第21話 正義(ジャスティス) "Justice"       | シカゴ・ジャスティス | 2015-2016    |

## エピソード

### シーズン1（2012 - 2013）
| 通算   | 話数   | タイトル（邦題）   | 原題                  | 米国初放送日   | 日本初放送日   |
| ------ | ------ | ------------------ | --------------------- | -------------- | -------------- |
| 第1話  | 第1話  | シカゴ消防局51分署 | Pilot                 | 2012年10月10日 | 2016年6月23日  |
| 第2話  | 第2話  | 愛しき人           | Mon Amour             | 2012年10月17日 | 2016年6月30日  |
| 第3話  | 第3話  | 信念               | Professional Courtesy | 2012年10月24日 | 2016年7月7日   |
| 第4話  | 第4話  | 1分の重み          | One Minute            | 2012年10月31日 | 2016年7月14日  |
| 第5話  | 第5話  | 痛みと忍耐         | Hanging On            | 2012年11月7日  | 2016年7月21日  |
| 第6話  | 第6話  | 裁きの時           | Rear View Mirror      | 2012年11月14日 | 2016年7月28日  |
| 第7話  | 第7話  | 2つの家族          | Two Families          | 2012年11月24日 | 2016年8月4日   |
| 第8話  | 第8話  | 試練               | Leaving the Station   | 2012年12月5日  | 2016年8月11日  |
| 第9話  | 第9話  | つらい運命         | It Ain't Easy         | 2012年12月12日 | 2016年8月18日  |
| 第10話 | 第10話 | 不穏なクリスマス   | Merry Christmas, Etc. | 2012年12月19日 | 2016年8月25日  |
| 第11話 | 第11話 | 神の裁き           | God Has Spoken        | 2013年1月2日   | 2016年9月1日   |
| 第12話 | 第12話 | 決意               | Under the Knife       | 2013年1月9日   | 2016年9月8日   |
| 第13話 | 第13話 | それぞれの決断     | Warm and Dead         | 2013年1月30日  | 2016年9月15日  |
| 第14話 | 第14話 | 苦い思い           | A Little Taste        | 2013年2月6日   | 2016年9月22日  |
| 第15話 | 第15話 | 悪魔との取引       | Nazdarovya!           | 2013年2月13日  | 2016年9月29日  |
| 第16話 | 第16話 | 許し               | Viral                 | 2013年2月20日  | 2016年10月6日  |
| 第17話 | 第17話 | やさしい嘘         | Better to Lie         | 2013年2月27日  | 2016年10月13日 |
| 第18話 | 第18話 | 英雄の資質         | Fireworks             | 2013年3月20日  | 2016年10月20日 |
| 第19話 | 第19話 | 小さな消防士       | A Coffin That Small   | 2013年3月27日  | 2016年10月27日 |
| 第20話 | 第20話 | 野心               | Ambition              | 2013年4月3日   | 2016年11月3日  |
| 第21話 | 第21話 | 報復の始まり       | Retaliation Hit       | 2013年5月1日   | 2016年11月10日 |
| 第22話 | 第22話 | 孤独なリーダー     | Leaders Lead          | 2013年5月8日   | 2016年11月17日 |
| 第23話 | 第23話 | 別れの時           | Let Her Go            | 2013年5月15日  | 2016年11月24日 |
| 第24話 | 第24話 | 山あり谷あり       | A Hell of a Ride      | 2013年5月22日  | 2016年12月1日  |

### シーズン2（2013 - 2014）
| 通算   | 話数   | タイトル（邦題） | 原題                             | 米国初放送日   | 日本初放送日   |
| ------ | ------ | ---------------- | -------------------------------- | -------------- | -------------- |
| 第25話 | 第1話  | 問題の分署       | A Problem House                  | 2013年9月24日  | 2016年12月8日  |
| 第26話 | 第2話  | 疑念             | Prove It                         | 2013年10月1日  | 2016年12月15日 |
| 第27話 | 第3話  | 真実への王手     | Defcon 1                         | 2013年10月8日  | 2016年12月22日 |
| 第28話 | 第4話  | 裏切りの証明     | A Nuisance Call                  | 2013年10月15日 | 2016年12月29日 |
| 第29話 | 第5話  | 決断の時         | A Power Move                     | 2013年10月22日 | 2017年1月5日   |
| 第30話 | 第6話  | 無謀な勇者       | Joyriding                        | 2013年11月12日 | 2017年1月12日  |
| 第31話 | 第7話  | 後悔             | No Regrets                       | 2013年11月19日 | 2017年1月19日  |
| 第32話 | 第8話  | 心の叫び         | Rhymes With Shout                | 2013年11月26日 | 2017年1月26日  |
| 第33話 | 第9話  | 苦渋の選択       | You Will Hurt Him                | 2013年12月3日  | 2017年2月2日   |
| 第34話 | 第10話 | 最後のシフト     | Not Like This                    | 2013年12月10日 | 2017年2月9日   |
| 第35話 | 第11話 | 信頼と裏切り     | Shoved In My Face                | 2014年1月7日   | 2017年2月16日  |
| 第36話 | 第12話 | 新たな一歩       | Out With a Bang                  | 2014年1月14日  | 2017年2月23日  |
| 第37話 | 第13話 | 長い夜           | Tonight's the Night              | 2014年1月21日  | 2017年3月2日   |
| 第38話 | 第14話 | 不条理な結末     | Virgin Skin                      | 2014年2月25日  | 2017年3月9日   |
| 第39話 | 第15話 | 候補生の心得     | Keep Your Mouth Shut             | 2014年3月4日   | 2017年3月16日  |
| 第40話 | 第16話 | 愛する者のために | A Rocket Blasting Off            | 2014年3月11日  | 2017年3月23日  |
| 第41話 | 第17話 | 喪失と葛藤       | When Things Got Rough            | 2014年3月18日  | 2017年3月30日  |
| 第42話 | 第18話 | 絶望の淵         | Until Your Feet Leave the Ground | 2014年4月8日   | 2017年4月6日   |
| 第43話 | 第19話 | 重荷             | A Heavy Weight                   | 2014年4月15日  | 2017年4月13日  |
| 第44話 | 第20話 | 暗黒の一日       | A Dark Day                       | 2014年4月29日  | 2017年4月20日  |
| 第45話 | 第21話 | 再挑戦           | One More Shot                    | 2014年5月6日   | 2017年4月27日  |
| 第46話 | 第22話 | 天国と地獄       | Real Never Waits                 | 2014年5月13日  | 2017年5月4日   |

### シーズン3（2014 - 2015）
| 通算   | 話数   | タイトル（邦題）   | 原題                                 | 米国初放送日   | 日本初放送日   |
| ------ | ------ | ------------------ | ------------------------------------ | -------------- | -------------- |
| 第47話 | 第1話  | 永遠に             | Always                               | 2014年9月23日  | 2017年5月18日  |
| 第48話 | 第2話  | 心の穴             | Wow Me                               | 2014年9月30日  | 2017年5月25日  |
| 第49話 | 第3話  | 2人の機関員        | Just Drive the Truck                 | 2014年10月7日  | 2017年6月1日   |
| 第50話 | 第4話  | 不言実行           | Apologies Are Dangerous              | 2014年10月14日 | 2017年6月8日   |
| 第51話 | 第5話  | 守りたいもの       | The Nuclear Option                   | 2014年10月21日 | 2017年6月15日  |
| 第52話 | 第6話  | 危険な駆け引き     | Madmen and Fools                     | 2014年10月28日 | 2017年6月22日  |
| 第53話 | 第7話  | ベガスの土産       | Nobody Touches Anything              | 2014年11月11日 | 2017年6月29日  |
| 第54話 | 第8話  | 悲しみの渦         | Chopper                              | 2014年11月18日 | 2017年7月6日   |
| 第55話 | 第9話  | 置いてけぼりの心   | Arrest in Transit                    | 2014年11月25日 | 2017年7月13日  |
| 第56話 | 第10話 | クリスマスの贈り物 | Santa Bites                          | 2014年12月2日  | 2017年7月20日  |
| 第57話 | 第11話 | 生死の狭間         | Let Him Die                          | 2015年1月6日   | 2017年7月27日  |
| 第58話 | 第12話 | 命の重み           | Ambush Predator                      | 2015年1月13日  | 2017年8月3日   |
| 第59話 | 第13話 | 弔いの鐘           | Three Bells                          | 2015年2月3日   | 2017年8月10日  |
| 第60話 | 第14話 | 出会いと別れ       | Call It Paradise                     | 2015年2月10日  | 2017年8月17日  |
| 第61話 | 第15話 | 災いの予感         | Headlong Toward Disaster             | 2015年2月17日  | 2017年8月24日  |
| 第62話 | 第16話 | 和解               | Red Rag the Bull                     | 2015年3月3日   | 2017年8月31日  |
| 第63話 | 第17話 | セカンドチャンス   | Forgive You Anything                 | 2015年3月10日  | 2017年9月7日   |
| 第64話 | 第18話 | 無償の愛           | Forgiving, Relentless, Unconditional | 2015年3月17日  | 2017年9月14日  |
| 第65話 | 第19話 | 見えない恐怖       | I Am the Apocalypse                  | 2015年4月7日   | 2017年9月21日  |
| 第66話 | 第20話 | 旅立ち             | You Know Where to Find Me            | 2015年4月21日  | 2017年9月28日  |
| 第67話 | 第21話 | 変わりゆく仲間たち | We Called Her Jellybean              | 2015年4月28日  | 2017年10月5日  |
| 第68話 | 第22話 | 対立               | Category 5                           | 2015年5月5日   | 2017年10月12日 |
| 第69話 | 第23話 | 勇気ある抵抗       | Spartacus                            | 2015年5月12日  | 2017年10月19日 |

### シーズン4（2015 - 2016）
| 通算   | 話数   | タイトル（邦題）   | 原題                       | 米国初放送日   | 日本初放送日   |
| ------ | ------ | ------------------ | -------------------------- | -------------- | -------------- |
| 第70話 | 第1話  | 新たな火種         | Let It Burn                | 2015年10月13日 | 2017年11月2日  |
| 第71話 | 第2話  | 陰謀の終局         | A Taste of Panama City     | 2015年10月20日 | 2017年11月9日  |
| 第72話 | 第3話  | 愛しい命           | I Walk Away                | 2015年10月27日 | 2017年11月16日 |
| 第73話 | 第4話  | いい日はきっと来る | Your Day Is Coming         | 2015年11月3日  | 2017年11月23日 |
| 第74話 | 第5話  | 小さな結婚式       | Regarding This Wedding     | 2015年11月10日 | 2017年11月30日 |
| 第75話 | 第6話  | 動き出した歯車     | 2112                       | 2015年11月17日 | 2017年12月7日  |
| 第76話 | 第7話  | 秘密               | Sharp Elbows               | 2015年11月24日 | 2017年12月14日 |
| 第77話 | 第8話  | 追いつめられて     | When Tortoises Fly         | 2015年12月1日  | 2017年12月21日 |
| 第78話 | 第9話  | 帰るべき場所       | Short and Fat              | 2015年12月8日  | 2017年12月28日 |
| 第79話 | 第10話 | 51分署の悲劇       | The Beating Heart          | 2016年1月5日   | 2018年1月2日   |
| 第80話 | 第11話 | 竜巻               | The Path of Destruction    | 2016年1月19日  | 2018年1月18日  |
| 第81話 | 第12話 | 信じる心           | Not Everyone Makes It      | 2016年1月26日  | 2018年1月25日  |
| 第82話 | 第13話 | 青天の霹靂         | The Sky Is Falling         | 2016年2月2日   | 2018年2月1日   |
| 第83話 | 第14話 | 踏み出す勇気       | All Hard Parts             | 2016年2月9日   | 2018年2月8日   |
| 第84話 | 第15話 | 表と裏             | Bad For the Soul           | 2016年2月16日  | 2018年2月15日  |
| 第85話 | 第16話 | 出馬の代償         | Two Ts                     | 2016年2月23日  | 2018年2月22日  |
| 第86話 | 第17話 | 小さな亡きがら     | What Happened to Courtney  | 2016年3月29日  | 2018年3月1日   |
| 第87話 | 第18話 | 揺れる気持ち       | On the Warpath             | 2016年4月5日   | 2018年3月8日   |
| 第88話 | 第19話 | 誇り高き歩み       | I Will Be Walking          | 2016年4月19日  | 2018年3月15日  |
| 第89話 | 第20話 | 最後のインタビュー | The Last One for Mom       | 2016年4月26日  | 2018年3月22日  |
| 第90話 | 第21話 | 湧き出る思い       | Kind of a Crazy Idea       | 2016年5月3日   | 2018年3月29日  |
| 第91話 | 第22話 | 崩壊への1分        | Where the Collapse Started | 2016年5月10日  | 2018年4月5日   |
| 第92話 | 第23話 | 愛する人へ         | Superhero                  | 2016年5月17日  | 2018年4月12日  |

### シーズン5（2016 - 2017）
| 通算    | 話数   | タイトル（邦題） | 原題                       | 米国初放送日   | 日本初放送日  |
| ------- | ------ | ---------------- | -------------------------- | -------------- | ------------- |
| 第93話  | 第1話  | 波乱の幕開け     | The Hose of the Animal     | 2016年10月11日 | 2018年4月19日 |
| 第94話  | 第2話  | 怒り             | A Real Wake-Up Call        | 2016年10月18日 | 2018年4月26日 |
| 第95話  | 第3話  | 残されたリュック | Scorched Earth             | 2016年10月25日 | 2018年5月3日  |
| 第96話  | 第4話  | 流出事故         | Nobody Else is Dying Today | 2016年11月1日  | 2018年5月10日 |
| 第97話  | 第5話  | 握った手         | I Held Her Hand            | 2016年11月15日 | 2018年5月17日 |
| 第98話  | 第6話  | あの日の記憶     | That Day                   | 2016年11月22日 | 2018年5月24日 |
| 第99話  | 第7話  | 思いやる心       | Lift Each Other            | 2016年11月29日 | 2018年5月31日 |
| 第100話 | 第8話  | 100年目の魔法    | One Hundred                | 2016年12月6日  | 2018年6月7日  |
| 第101話 | 第9話  | 人生の分かれ道   | Some Make It, Some Don't   | 2017年1月3日   | 2018年6月14日 |
| 第102話 | 第10話 | 決断             | The People We Meet         | 2017年1月17日  | 2018年6月21日 |
| 第103話 | 第11話 | 傷ついた者たち   | Who Lives and Who Dies     | 2017年1月24日  | 2018年6月28日 |
| 第104話 | 第12話 | 報復             | An Agent of the Machine    | 2017年2月7日   | 2018年7月5日  |
| 第105話 | 第13話 | 上に立つ者       | Trading in Scuttlebutt     | 2017年2月14日  | 2018年7月12日 |
| 第106話 | 第14話 | 地獄の手前       | Purgatory                  | 2017年2月21日  | 2018年7月19日 |
| 第107話 | 第15話 | 悪夢の夜         | Deathtrap                  | 2017年3月1日   | 2018年8月2日  |
| 第108話 | 第16話 | 人質             | Telling Her Goodbye        | 2017年3月21日  | 2018年8月9日  |
| 第109話 | 第17話 | 奇跡の赤ちゃん   | Babies and Fools           | 2017年3月28日  | 2018年8月16日 |
| 第110話 | 第18話 | 忠誠の誓い       | Take a Knee                | 2017年4月4日   | 2018年8月23日 |
| 第111話 | 第19話 | 爆発限界         | Carry Their Legacy         | 2017年4月25日  | 2018年8月30日 |
| 第112話 | 第20話 | ずっと一緒に     | Carry Me                   | 2017年5月2日   | 2018年9月6日  |
| 第113話 | 第21話 | それぞれの苦悩   | Sixty Days                 | 2017年5月9日   | 2018年9月13日 |
| 第114話 | 第22話 | 愛してる         | My Miracle                 | 2017年5月16日  | 2018年9月20日 |

### シーズン6（2017 - 2018）
| 通算    | 話数   | タイトル（邦題）   | 原題                               | 米国初放送日   | 日本初放送日   |
| ------- | ------ | ------------------ | ---------------------------------- | -------------- | -------------- |
| 第115話 | 第1話  | 再起               | It Wasn't Enough                   | 2017年9月28日  | 2019年5月30日  |
| 第116話 | 第2話  | 放火               | Ignite on Contact                  | 2017年10月5日  | 2019年6月6日   |
| 第117話 | 第3話  | サプライズ         | An Even Bigger Surprise            | 2017年10月12日 | 2019年6月13日  |
| 第118話 | 第4話  | 崩壊の危機         | A Breaking Point                   | 2017年10月19日 | 2019年6月20日  |
| 第119話 | 第5話  | 救助仲間           | Devil's Bargain                    | 2017年10月26日 | 2019年6月27日  |
| 第120話 | 第6話  | 笑顔の裏側         | Down Is Better                     | 2017年11月2日  | 2019年7月4日   |
| 第121話 | 第7話  | 父の横顔           | A Man's Legacy                     | 2018年1月4日   | 2019年7月11日  |
| 第122話 | 第8話  | コミュニケーション | The Whole Point of Being Roommates | 2018年1月11日  | 2019年7月18日  |
| 第123話 | 第9話  | 仮眠室の騒動       | Foul is Fair                       | 2018年1月18日  | 2019年7月25日  |
| 第124話 | 第10話 | クルースの発明     | Slamigan                           | 2018年1月25日  | 2019年8月1日   |
| 第125話 | 第11話 | 出世と意地         | Law of the Jungle                  | 2018年2月1日   | 2019年8月8日   |
| 第126話 | 第12話 | 人生のアドバイス   | The F is For                       | 2018年3月1日   | 2019年8月15日  |
| 第127話 | 第13話 | 復讐の行方         | Hiding Not Seeking                 | 2018年3月8日   | 2019年8月22日  |
| 第128話 | 第14話 | 訴えかける目       | Looking for a Lifeline             | 2018年3月22日  | 2019年8月29日  |
| 第129話 | 第15話 | あだ名             | The Chance to Forgive              | 2018年3月22日  | 2019年9月5日   |
| 第130話 | 第16話 | 交代要員           | The One that Matters Most          | 2018年3月29日  | 2019年9月12日  |
| 第131話 | 第17話 | ふたりの距離       | Put White on Me                    | 2018年4月5日   | 2019年9月19日  |
| 第132話 | 第18話 | 接収               | When They See Us Coming            | 2018年4月12日  | 2019年9月26日  |
| 第133話 | 第19話 | 君のいる場所       | Where I Want to Be                 | 2018年4月19日  | 2019年10月3日  |
| 第134話 | 第20話 | 機関員の座         | The Strongest Among Us             | 2018年4月26日  | 2019年10月10日 |
| 第135話 | 第21話 | 消防士の本能       | Unrivaled Standard                 | 2018年5月3日   | 2019年10月17日 |
| 第136話 | 第22話 | 誘惑               | One for the Ages                   | 2018年5月10日  | 2019年10月24日 |
| 第137話 | 第23話 | 局長選             | The Grand Gesture                  | 2018年5月10日  | 2019年10月31日 |

### シーズン7（2018 - 2019）
| 通算    | 話数   | タイトル（邦題） | 原題                       | 米国初放送日   | 日本初放送日  |
| ------- | ------ | ---------------- | -------------------------- | -------------- | ------------- |
| 第138話 | 第1話  | 監視の眼         | A Closer Eye               | 2018年9月26日  | 2020年5月7日  |
| 第139話 | 第2話  | 20階の猛火       | Going To War               | 2018年10月3日  | 2020年5月9日  |
| 第140話 | 第3話  | ボーデンの選択   | 全身全霊で                 | 2021年2月10日  | 2020年5月21日 |
| 第141話 | 第4話  | 新しい小隊長     | Dead of Winter             | 2021年2月17日  | 2020年5月28日 |
| 第142話 | 第5話  | 曲げない意思     | Escape Route               | 2021年3月10日  | 2020年6月4日  |
| 第143話 | 第6話  | 父の言葉         | Double Red                 | 2021年3月17日  | 2020年6月11日 |
| 第144話 | 第7話  | 安らかに眠れ     | What Will Define You       | 2018年11月7日  | 2020年6月18日 |
| 第145話 | 第8話  | 9月の男          | The Solution to Everything | 2018年11月14日 | 2020年6月25日 |
| 第146話 | 第9話  | 家族             | Always a Catch             | 2018年12月5日  | 2020年7月2日  |
| 第147話 | 第10話 | 失われたもの     | Inside These Walls         | 2019年1月9日   | 2020年7月9日  |
| 第148話 | 第11話 | いわれのない罪   | You Choose                 | 2019年1月16日  | 2020年7月16日 |
| 第149話 | 第12話 | 単独事故         | Make This Right            | 2019年1月23日  | 2020年7月23日 |
| 第150話 | 第13話 | 飛び込め         | The Plunge                 | 2019年2月6日   | 2020年7月30日 |
| 第151話 | 第14話 | 女子旅           | It Wasn't About Hockey     | 2019年2月13日  | 2020年8月6日  |
| 第152話 | 第15話 | 疑惑の分署       | What I Saw                 | 2019年2月20日  | 2020年8月13日 |
| 第153話 | 第16話 | 向けられた銃口   | Fault in Him               | 2019年2月27日  | 2020年8月20日 |
| 第154話 | 第17話 | 心にバッジを     | Move a Wall                | 2019年3月27日  | 2020年8月27日 |
| 第155話 | 第18話 | 幸運の証し       | No Such Thing as Bad Luck  | 2019年4月3日   | 2020年9月3日  |
| 第156話 | 第19話 | 嵐の夜           | Until the Weather Breaks   | 2019年4月24日  | 2020年9月10日 |
| 第157話 | 第20話 | 気になる出火     | Try Like Hell              | 2019年5月8日   | 2020年9月17日 |
| 第158話 | 第21話 | 白鯨             | The White Whale            | 2019年5月15日  | 2020年9月24日 |
| 第159話 | 第22話 | 僕と一緒に       | I'm Not Leaving You        | 2019年5月22日  | 2020年10月1日 |

### シーズン8（2019 - 2020）
| 通算    | 話数   | タイトル（邦題）   | 原題                              | 米国初放送日   | 日本初放送日  |
| ------- | ------ | ------------------ | --------------------------------- | -------------- | ------------- |
| 第160話 | 第1話  | 聖地               | Sacred Ground                     | 2019年9月25日  | 2021年5月13日 |
| 第161話 | 第2話  | 復活の兆し         | A Real Shot in the Arm            | 2019年10月2日  | 2021年5月20日 |
| 第162話 | 第3話  | 救いの手           | Badlands                          | 2019年10月9日  | 2021年5月27日 |
| 第163話 | 第4話  | 病原 パート1       | Infection, Part I                 | 2019年10月16日 | 年月日        |
| 第164話 | 第5話  | 玉突き事故         | Buckle Up                         | 2019年10月23日 | 年月日        |
| 第165話 | 第6話  | 心の傷と強さ       | What Went Wrong                   | 2019年10月30日 | 年月日        |
| 第166話 | 第7話  | ハズレくじ         | Welcome to Crazytown              | 2019年11月6日  | 年月日        |
| 第167話 | 第8話  | 百聞は一見にしかず | Seeing is Believing               | 2019年11月13日 | 年月日        |
| 第168話 | 第9話  | 過去の情景         | Best Friend Magic                 | 2019年11月20日 | 年月日        |
| 第169話 | 第10話 | 一通の手紙         | Hold Our Ground                   | 2020年1月8日   | 年月日        |
| 第170話 | 第11話 | 諍い               | Where We End Up                   | 2020年1月15日  | 年月日        |
| 第171話 | 第12話 | ルームメイト       | Then Nick Porter Happened         | 2020年1月22日  | 年月日        |
| 第172話 | 第13話 | シカゴの精神       | A Chicago Welcome                 | 2020年2月5日   | 年月日        |
| 第173話 | 第14話 | ガス漏れ           | Shut It Down                      | 2020年2月12日  | 年月日        |
| 第174話 | 第15話 | 家族の行方         | Off The Grid                      | 2020年2月26日  | 年月日        |
| 第175話 | 第16話 | 消えた被害者       | The Tendency of a Drowning Victim | 2020年3月4日   | 年月日        |
| 第176話 | 第17話 | ハーマンのオフィス | Protect a Child                   | 2020年3月18日  | 年月日        |
| 第177話 | 第18話 | 新たな息吹         | I'll Cover You                    | 2020年3月25日  | 年月日        |
| 第178話 | 第19話 | 抗議               | Light Things Up                   | 2020年4月8日   | 年月日        |
| 第179話 | 第20話 | 鐘の輝き           | 51's Original Bell                | 2020年4月15日  | 年月日        |

### シーズン9（2020 - 2021）
| 通算    | 話数   | タイトル（邦題）   | 原題                        | 米国初放送日   | 日本初放送日  |
| ------- | ------ | ------------------ | --------------------------- | -------------- | ------------- |
| 第180話 | 第1話  | 忙しい分署         | Rattle Second City          | 2020年11月11日 | 2022年5月5日  |
| 第181話 | 第2話  | 51分署のDNA        | That Kind of Heat           | 2020年11月18日 | 2022年5月12日 |
| 第182話 | 第3話  | 距離をおいて       | Smash Therapy               | 2021年1月13日  | 2022年5月19日 |
| 第183話 | 第4話  | それぞれの思い出   | Funny What Things Remind Us | 2021年1月27日  | 2022年5月26日 |
| 第184話 | 第5話  | 幸運な日           | My Lucky Day                | 2021年2月3日   | 2022年6月2日  |
| 第185話 | 第6話  | なぜ？             | 全身全霊で                  | 2021年2月10日  | 2022年6月9日  |
| 第186話 | 第7話  | 道端の命           | Dead of Winter              | 2021年2月17日  | 2022年6月16日 |
| 第187話 | 第8話  | 脱出路             | Escape Route                | 2021年3月10日  | 2022年6月23日 |
| 第188話 | 第9話  | 大切にしたいもの   | Double Red                  | 2021年3月17日  | 2022年6月30日 |
| 第189話 | 第10話 | とんでもないシフト | One Crazy Shift             | 2021年3月31日  | 2022年7月7日  |
| 第190話 | 第11話 | 適性判断           | A Couple Hundred Degrees    | 2021年4月7日   | 2022年7月14日 |
| 第191話 | 第12話 | 生来の消防士       | Natural Born Firefighter    | 2021年4月21日  | 2022年7月21日 |
| 第192話 | 第13話 | 名指しの電話       | Don't Hang Up               | 2021年5月5日   | 2022年7月28日 |
| 第193話 | 第14話 | ガレージセール     | What Comes Next             | 2021年5月12日  | 2022年8月4日  |
| 第194話 | 第15話 | 勲章               | A White-Knuckle Panic       | 2021年5月19日  | 2022年8月11日 |
| 第195話 | 第16話 | 変化のとき         | No Survivors                | 2021年5月26日  | 2022年8月18日 |

### シーズン10（2021 - 2022）
| 通算    | 話数   | タイトル (邦題)    | 原題                            | 米国初放送日   | 日本初放送日  |
| ------- | ------ | ------------------ | ------------------------------- | -------------- | ------------- |
| 第196話 | 第1話  | 理想の家族         | Mayday                          | 2021年9月22日  | 2023年6月26日 |
| 第197話 | 第2話  | かすかな息遣い     | Head Count                      | 2021年9月29日  | 2023年7月3日  |
| 第198話 | 第3話  | 再会               | Counting Your Breaths           | 2021年10月6日  | 2023年7月10日 |
| 第199話 | 第4話  | 親友の息子         | The Right Thing                 | 2021年10月13日 | 2023年7月17日 |
| 第200話 | 第5話  | 別離               | Two Hundred                     | 2021年10月20日 | 2023年7月24日 |
| 第201話 | 第6話  | アナログの底力     | Dead Zone                       | 2021年10月27日 | 2023年7月31日 |
| 第202話 | 第7話  | 恐れを知らぬ者へ   | Whom Shall I Fear?              | 2021年11月3日  | 年月日        |
| 第203話 | 第8話  | それぞれの理由     | What Happened at Whiskey Point? | 2021年11月10日 | 年月日        |
| 第204話 | 第9話  | ウィンターフェスト | Winterfest                      | 2021年12月8日  | 年月日        |
| 第205話 | 第10話 | トンネル事故       | Back With a Bang                | 2022年1月5日   | 年月日        |
| 第206話 | 第11話 | 理不尽な確執       | Fog of War                      | 2022年1月12日  | 年月日        |
| 第207話 | 第12話 | 仲間のために       | Show of Force                   | 2022年1月19日  | 年月日        |
| 第208話 | 第13話 | 違反じゃない       | Fire Cop                        | 2022年2月23日  | 年月日        |
| 第209話 | 第14話 | 二人の指揮官       | An Officer with Gtit            | 2022年3月2日   | 年月日        |
| 第210話 | 第15話 | 無くしたピース     | The Missing Piece               | 2022年3月9日   | 年月日        |
| 第211話 | 第16話 | 新人の心得         | Hot and Fast                    | 2022年3月16日  | 年月日        |
| 第212話 | 第17話 | 守りたい人         | Keep You Safe                   | 2022年4月6日   | 年月日        |
| 第213話 | 第18話 | 立て籠もった男     | What's Inside You               | 2022年4月13日  | 年月日        |
| 第214話 | 第19話 | 脱落事故           | Finish What You Started         | 2022年4月20日  | 年月日        |
| 第215話 | 第20話 | 不協和音           | Halfway to the Moon             | 2022年5月11日  | 年月日        |
| 第216話 | 第21話 | 壊れやすいもの     | Last Chance                     | 2022年5月18日  | 年月日        |
| 第217話 | 第22話 | 全身全霊で         | The Magnificent City of Chicago | 2022年5月25日  | 年月日        |